# Resclosa Gran riu Set
La Resclosa Gran riu Set és una obra d'Alfés (Segrià) inclosa a l'Inventari del Patrimoni Arquitectònic de Catalunya.

## Descripció
Resclosa o peixera gran del riu Set al seu pas per Alfès.
Es tracta d'una estructura arquitectònica construïda en pedra escairada, a manera d'escalons, de manera transversal al curs del riu. La seva finalitat és elevar el nivell de l'aigua i derivar-ne el corrent per aprofitar el cabal als molins, sistemes de rec, etc.